# Yves Ehrlacher
Yves Ehrlacher (Sundhoffen, 6 ottobre 1954) è un ex calciatore francese, di ruolo centrocampista.

## Biografia
È sposato con la pilota automobilistica Cathy Muller, dalla quale ha avuto il figlio Yann che ha seguito la carriera della madre.

## Carriera
Conta 271 presenze e 49 reti nella massima divisione francese, militando per gran parte della propria carriera nello Strasburgo, con cui vinse il titolo nazionale nella stagione 1978-1979.

## Palmarès
- Campionato francese di seconda divisione: 1

Strasburgo: 1976-1977
- Campionato francese: 1

Strasburgo: 1978-1979